# ギブズのパラドックス
ギブズのパラドックス（英: Gibbs Paradox）は、気体混合によるエントロピー変化に関する、パラドックス的に見える現象である。
同じ圧力と温度にある2種の気体の混合に伴うエントロピー変化は、
{\displaystyle \Delta S=-nR(x_{1}\log x_{1}+x_{2}\log x_{2})}
と表される。ここで、R は気体定数、n は気体1と気体2のモル数の和、x1 とx2 はそれぞれ全体に占める気体1と気体2のモル分率であり、x1 + x2 = 1 である。
ここで、2種の気体が同一の場合、ΔS はx1 の値に依らず 0 となるはずであるが、上式はx1 = 0 もしくはx2 = 0 のときのみΔS = 0 となる。これをギブズのパラドックスという。
これは実際には、何か矛盾（理論の不整合）があるのではなく、同種粒子の不可弁別性（indistinguishability）により、統計力学においては分子が同種か異種かにより状態数の数え方は異なるのである。